# New York (Kentucky)
New York ist eine unincorporated area im Ballard County, Kentucky, Vereinigte Staaten. Die Siedlung ist sehr klein und besteht nur aus einzelnen Häusern. Eine offizielle Einwohnerzahl gibt es nicht, da die Ergebnisse der Volkszählungen nicht nach unincorporated areas aufgeschlüsselt werden; tatsächlich leben in New York dauerhaft etwa zehn Menschen.
Die Siedlung liegt auf einer Höhe von 140 Metern über dem Meeresspiegel im äußersten Südwesten des Bundesstaates.